# Кістаурі
Кістаурі (груз. ქისტაური) — село в Грузії.
За даними перепису населення 2014 року в селі проживає 1729 осіб.